# Piràmide quadrada

En geometria, la piràmide quadrada és una piràmide que té un quadrat a la base.
Si el vèrtex oposat a la base quadrada està sobre la perpendicular traçada al centra del quadrat llavors té simetria C4v
Si les cares triangulars són triangles equilàters llavors és un dels noranta-dos sòlids de Johnson (J1).
Com totes les piràmides, és dual de si mateixa.
Els 92 sòlids de Johnson van ser descrits 1966 per Norman Johnson i els va numerar. No va demostrar que no n'existia més que 92, però va conjecturar que no n'hi havia d'altres. Victor Zalgaller el 1969 va demostrar que la llista de Johnson era completa. S'utilitzen els noms i l'ordre donats per Johnson, i se'ls nota Jxx on xx és el nombre donat per Jonson.

## Superfície i volum
En general per una piràmide quadrada qualsevol amb aresta de la base de longitud l i alçada h es té que el volum V i l'àrea de les cares A és:
{\displaystyle A=l^{2}+l{\sqrt {l^{2}+(2h)^{2}}}}
{\displaystyle V={\frac {1}{3}}l^{2}h.}
Pel cas en què les cares triangulars siguin triangles equilàters (és a dir, per al cas que sigui un sòlid de Johnson d'aresta a, llavors es té:
{\displaystyle A=(1+{\sqrt {3}})a^{2}}
{\displaystyle V={\frac {\sqrt {2}}{6}}a^{3}}
A més en aquest cas l'alçada H és:
{\displaystyle H={\frac {1}{\sqrt {2}}}a}
En aquest cas, totes les arestes de la piràmide mesuren a.

## Desenvolupament pla

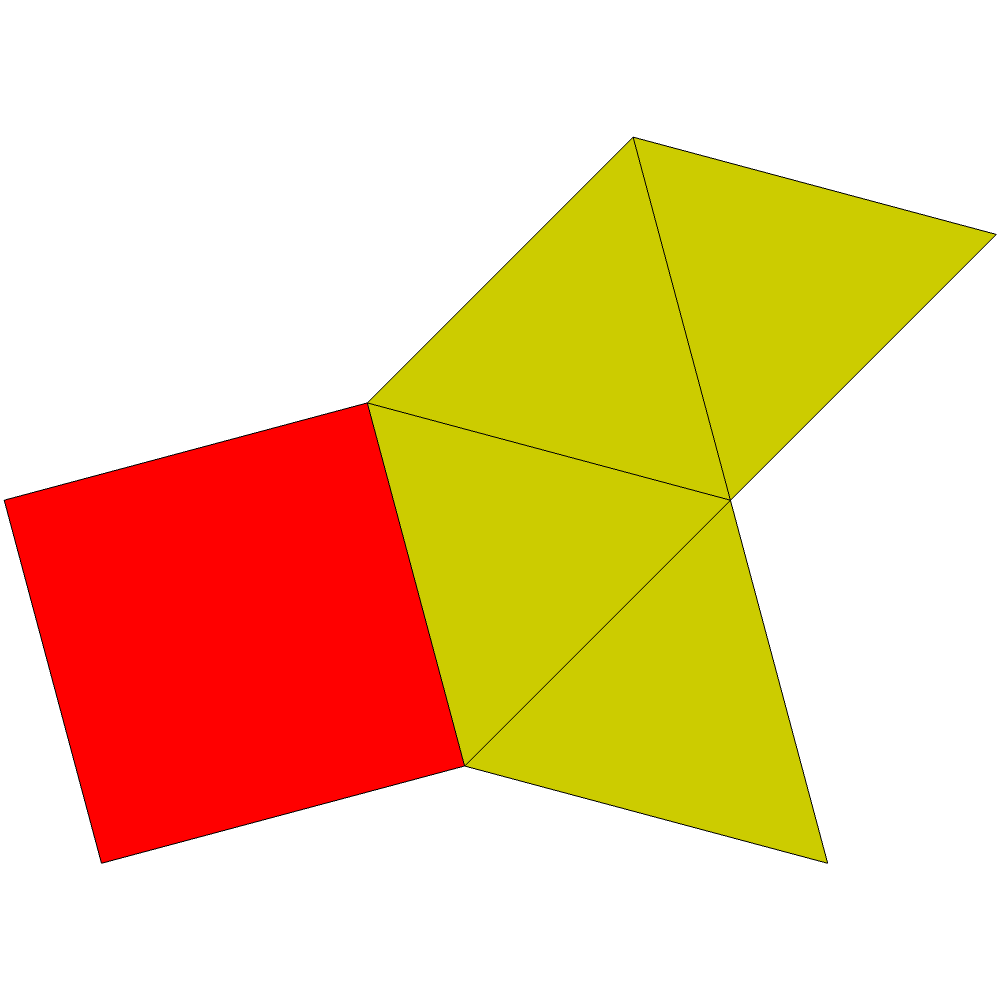
Desenvolupament pla de la piràmide quadrada